# 생활성서사
생활성서사는 예수의 까리따스 수녀회에서 운영하는 로마 가톨릭교회 출판사이다. 월간지 「생활성서」를 시작으로 40년간 신앙 관련 콘텐츠를 출간 및 배급하고 있다. 

## 연혁
- 1983년 2월 25일 전라남도 광주시 금남로 가톨릭센터(현 전일빌딩 245) 509호에서 설립 및 업무 시작.